# Fight Club (film)
|  | Denne artikel handler om David Finchers film fra 1999, en filmatisering af Chuck Palahniuks roman Fight Club |
Fight Club er en film fra 1999, baseret på Chuck Palahniuks roman af samme navn. Filmen er instrueret af David Fincher og har Brad Pitt, Edward Norton og Helena Bonham Carter i hovedrollerne.
Filmens tema minder stærkt om Robert Louis Stevensons klassiker Dr Jekyll og Mr Hyde.

## Handling
Filmens hovedperson, Jack, lider af kraftig søvnløshed, der kun afhjælpes, når han opsøger diverse gruppeterapisessioner, hvor der grædes i fællesskab. Han opdager dog, at der er endnu en, der bruger grupperne til det samme som ham, nemlig Marla, hvad der ødelægger terapien for ham. På vej hjem fra en forretningsrejse møder han så sæbeproducenten Tyler Durden, der giver ham sit visitkort. Det får han brug for samme aften, da han ved hjemkomst finder sin lejlighed udbrændt og ubeboelig. De mødes i en bar og diskuterer livets meningsløshed. Udenfor presser Tyler sit nye bekendtskab Jack til at slå sig, og det udvikler sig til en mindre slåskamp, som de begge har udbytte af. Af det slagsmål opstår Fight Club.
I Fight Club mødes almindelige mænd for at føle sig i live ved at tæve hinanden. Inden længe begynder Tyler at udvide konceptet og give folk hjemmeopgaver for, fx at starte en slåskamp med en tilfældig fremmed og så tabe. Efterhånden udvikler det sig til større hærværksaktioner. Selvom Tyler og Jack bor sammen og er bedste venner, ved Jack ikke rigtigt, hvad der foregår, og da han prøver at finde ud af det, vil ingen besvare hans spørgsmål. Han finder dog efterhånden ud af, at han lider af personlighedsspaltning. Det er Jack selv, der er Tyler Durden. 

## Medvirkende
- Edward Norton – fortællerstemmen Jack
- Brad Pitt – Tyler Durden
- Helena Bonham Carter – Marla Singer
- Jared Leto – Angel Face
- Meat Loaf – Robert "Bob" Paulson
- Zach Grenier – Richard Chesler
- Rachel Singer – Chloe
- Holt McCallany – mekanikeren
- Eion Bailey – Ricky
- Peter Iacangelo – Lou

## Modtagelse
Filmen blev udgivet den 15. oktober i USA med blandede anmeldelser. Selvom den åbnede som nr. 1, indspillede den kun $37 mio. i USA, hvilket var langt mindre end dens produktionsbudget. Filmen blev dog et hit som dvd, hvilket gjorde den profitabel. Entertainment Weekly gik fra en særdeles negativ anmeldelse til at sætte den som nr. 1 på en liste over "50 dvd'er, man skal eje". Den ligger pr. 16/12 2014 nr. 10 på IMDB's Arkiveret 19. juli 2015 hos  Wayback Machine liste over bedste film nogensinde.

## Eksterne links
- Fight Club på Internet Movie Database (engelsk)
- Fight Club på Filmdatabasen
- Fight Club på Scope
- Fight Club i Svensk Filmdatabas (svensk)
- Fight Club på AlloCiné (fransk)
- Fight Club på MovieMeter (nederlandsk)
- Fight Club på AllMovie (engelsk)
- Fight Club hos American Film Institute (engelsk)
- Fight Club hos British Film Institute (engelsk)
- Fight Clubs profil hos Encyclopædia Britannica Online (engelsk)